# 馬克白 (歌劇)
《麦克白》是一部歌劇，由朱塞佩·威尔第作曲，意大利文劇本乃根據威廉·莎士比亚的同名著作，由皮亞威（Francesco Maria Piave）編寫，由馬菲（Andrea Maffei）再作潤飾。
朱塞佩·威爾第於1846年至1847年開始撰寫《馬克白》。皮亞威的劇本是以Carlo Rusconi在1838年在都靈出版的《馬克白》譯本為藍本編寫。歌劇於1847年3月14日於佛羅倫斯的佩哥拉劇院（Teatro della Pergola）首演，之前威爾第從來沒有讀過莎士比亞的故事原文。
差不多20年後，為讓歌劇於巴黎抒情歌劇院（Théâtre Lyrique）上演，威爾第被要求加插一些芭蕾樂曲，以迎合巴黎觀眾的口味和習慣。藉此機會，威爾第重新對全劇的音樂作了仔細的修改。這個修改版本於1865年4月21日首次搬上舞台，這個版本是現代較為採用的版本。
威爾第的《馬克白》頗為緊貼莎士比亞的原著，但他稍作了一些有趣的改動。他沒有依照原著以三個女巫入劇，而是以三組女合唱團扮演三個女巫作三部合唱。最後一幕以英國難民合唱為啟首，並以一群吟遊詩人慶祝戰勝暴君的合唱作結尾，這些改動無疑是向莎士比亞致敬。
《馬克白》是一部著名歌劇。有幾個錄音版本，經常演出。

## 角色
- 主角
  - 麦克白（Macbeth）— 男中音
  - 麦克白夫人（Lady Macbeth）— 女高音
- 配角
  - 班柯（Banquo）— 男低音
  - 麦克多夫（Macduff）— 男高音
  - 宮女— 女中音
  - 马尔康（Malcolm）—男高音
  - 医师—男低音
- 其他
  - 馬克白的僕人—男低音
  - 使者—男低音
  - 刺客—男低音
  - 3個幽靈— 2個女高音及1個男低音
  - 國王登肯（Duncano）—默角
  - 弗利安斯（Fleanzio）—默角
  - 女巫、信差、貴族、隨員、難民— 合唱團

## 故事

### 第1幕
故事發生於11世紀的蘇格蘭。'Macbeth（馬克白）及Banquo<班戈>戰勝歸來，經過戰地旁的樹林時遇到3位女巫。女巫正確地稱呼馬克白為葛萊密斯勳爵（Thane of Glamis），並預言馬克白會成為考特勳爵（Thane of Cawdor），及未來的蘇格蘭國王；Banquo雖然不能當統治者，但他的後人會成為國王。女巫預言後隨即消失。
這個時候，國王Duncano<鄧肯>的信差抵達，宣佈考特勳爵因叛國被處死，國王頒令馬克白繼任。女巫的第一個預言應驗了。
在馬克白的城堡內，馬克白夫人讀著丈夫的來信，信中談到有關遇到女巫的事。她的野心勃勃，決定不惜一切要扶助丈夫登上王位（歌曲：“Vieni! t'affretta!”）。國王宣佈他會在馬克白的城堡過夜。馬克白夫人慫恿她丈夫乘機弒君篡位。
國王及貴族成員到臨，國王入睡。馬克白在夫人的催逼下，殺死了國王（歌曲：“Mi si affaccia un pugnal?”）。馬克白感到非常害怕，陷入失控狀態。馬克白夫人不齒馬克白的懦弱，冷靜地為事件善後，她將國王的血塗在熟睡中的守衛身上，並將兇刀留給他們，企圖嫁禍給守衛。
翌日，Macduff<麥德夫>揭發兇案。城堡內所有人，包括馬克白夫婦，這時候一同唱和，請求上帝為國王報仇（歌曲：“Schiudi, inferno, ...”）。

### 第2幕
國王死後，女巫的第二個預言又應驗了：馬克白成為蘇格蘭國王。馬克白開始憂慮著Banquo的子孫會成為國王的預言。馬克白向他的夫人透露，為了穩坐王位，他決定於宴會上殺死Banquo及他的兒子。馬克白夫人著魔似地歡欣起舞（歌曲：“La luce langue”）。
在城堡外，一群殺手伺機刺殺前來赴宴的Banquo及其兒子。Banquo似乎意識到大禍將至，他滿心憂慮地唱著“Come dal ciel precipita”。Banquo遇刺身亡，但他的兒子僥倖逃脫。
在地堡的殿堂上，馬克白迎接賓客，馬克白夫人唱著“Si colmi il calice”。手下向馬克白報告Banquo已經被殺，當馬克白返回餐桌的時候，看到Banquo的冤魂正正坐在自己的坐位上。馬克白慌亂不已，陷入瘋狂。賓客以為國王瘋癲了，倉皇離開。

### 第3幕
在一個黑洞內，一群女巫圍著一個大鍋。馬克白前來尋訪女巫，希望知道更多自己的命運。女巫施展魔法，給馬克白3個隱晦的警示：1）小心提防Macduff；2）任何由女人所生的男人都不能傷害馬克白；3）只在在勃南森林（Birnam Wood）向他移動時，他才會落敗。
這個時候，Banquo的冤魂及他的8個後代（8個未來的蘇格蘭國王）向他顯現，預示本來的預言將會應驗。恐怖的幻覺令馬克白驚慌倒地。
在城堡來，馬克白回復清醒，他和夫人決定剷取Macduff及Banquo的家族（歌曲：“Ora di morte e di vendetta”）。

### 第4幕
一群蘇格蘭難民在英國邊境悲歌國難（歌曲：“Patria oppressa”）。遠處是勃南森林。Macduff誓要報復暴君馬克白殺害他的妻兒（歌曲：“Ah la paterna mano”）。Macduff投奔Malcolm（國王Duncano的兒子）的英國軍隊，對抗馬克白。
Malcolm命令士兵在勃南森林折下一些樹枝作掩護，軍隊前進，看起來就像勃南森林逐步迫近。軍隊誓要從暴君的手中奪回蘇格蘭（歌曲：“La patria tradita”）。
在馬克白的城堡內，醫師及僕人看見馬克白夫人夢遊，嘗試從手上洗去看不見的血跡（“Una macchia”）。最後，馬克白夫人死於神智錯亂。
馬克白得悉軍隊已經迫近城堡，但他想到女巫的警示，仍然感到安心。當他接到夫人的死訊時，他顯得漠不關心。
他召集軍隊，並同時看到勃南森林已經抵達城堡之外。兩軍交戰，Macduff趕到和Macbeth決鬥，在殺死馬克白之前，Macduff告訴馬克白，他並不是自然地出生的，而是經剖腹從母體取出來的，印證了女巫的預言。
馬克白死後，Malcolm成為新的蘇格蘭國王。
歌劇以吟遊詩人、士兵、蘇格蘭婦人一同合唱讚歌慶祝戰勝作終結。

## 外部連結
- 《馬克白》的錄音
- Opera Guide故事，劇本，重點